# Ichneumon longicornis
Ichneumon longicornis là một loài tò vò trong họ Ichneumonidae.